# Impost sobre l'increment del valor dels terrenys urbans
L'Impost sobre l'increment del valor dels terrenys urbans o Impost sobre l'increment del valor dels terrenys de naturalesa urbana (IIVTNU) és un impost municipal facultatiu fixat per la Llei 39/1988, reguladora de les Hisendes Locals (LRHL). És conegut com a impost de plusvàlua, un nom no oficial.

## Història
En els primers projectes de Llei de finançament de les Hisendes Locals aquest impost era suprimit perquè s'entenia que allò que afectava a aquest impost ja estava considerat a l'Impost sobre Béns Immobles (IBI). Aquest impost implica duplicitat respecte l'Impost General sobre la Renda de les Persones Físiques. Així, la Llei 39/1988, reguladora de les Hisendes Locals (LRHL) (D.A. 7ª) estableix una deducció de la quota de l'IRPF per l'exercici d'aquest impost.
Entrà en vigor la seua aplicació l'1 de gener de 1990.
El Tribunal Constitucional obligà a reformar el funcionament de l'impost el 2017. La sentència, STC 59/2017, obliga al venedor pagar l'impost quan no pot demostrar que el preu de l'habitatge haja sigut inferior al preu que pagà per ella. La sentència solament es referia a l'impost de la jurisdicció de Guipúscoa, però afectava igualment a la normativa estatal (la llei d'hisendes locals). La sentència posterior del Tribunal Suprem de 9 de juliol de 2019 quedà establert que no s'havia de pagar l'impost quan es donava situació de baixada del preu respecte el que pagà per ella.

## Característiques
És un tribut directe que grava l'increment del valor que experimenten els béns immobles urbans. S'aplica quan es ven o dona un immoble urbà, fins i tot quan es produeixen pèrdues.
La base imposable tracta de reduir la discrecionalitat municipal de la fixació que es feia abans dels Índexs de Valors. El valor o base imposable és determinat per l'aplicació del valor final (o en el moment de la transmissió del bé) catastral a efectes de l'IBI i l'increment del valor en percentatge en funció del nombre d'anys que s'haja mantingut el bé en la titularitat dels transmissor.

## Reclamació
Quan es vol reclamar els diners cobrats per l'ajuntament recaptador perquè es creu que s'ha venut el terreny urbà per un valor inferior, tal com la sentència del Tribunal Constitucional 59/2017 interpreta, es demostra mitjançant informe pericial d'un arquitecte col·legiat o amb les escriptures corresponents als anys que l'habitatge va pertànyer al venedor sobre el preu de l'habitatge quan va ser adquirida i quan va ser venuda.